# Gemeinde Kostanjevica na Krki

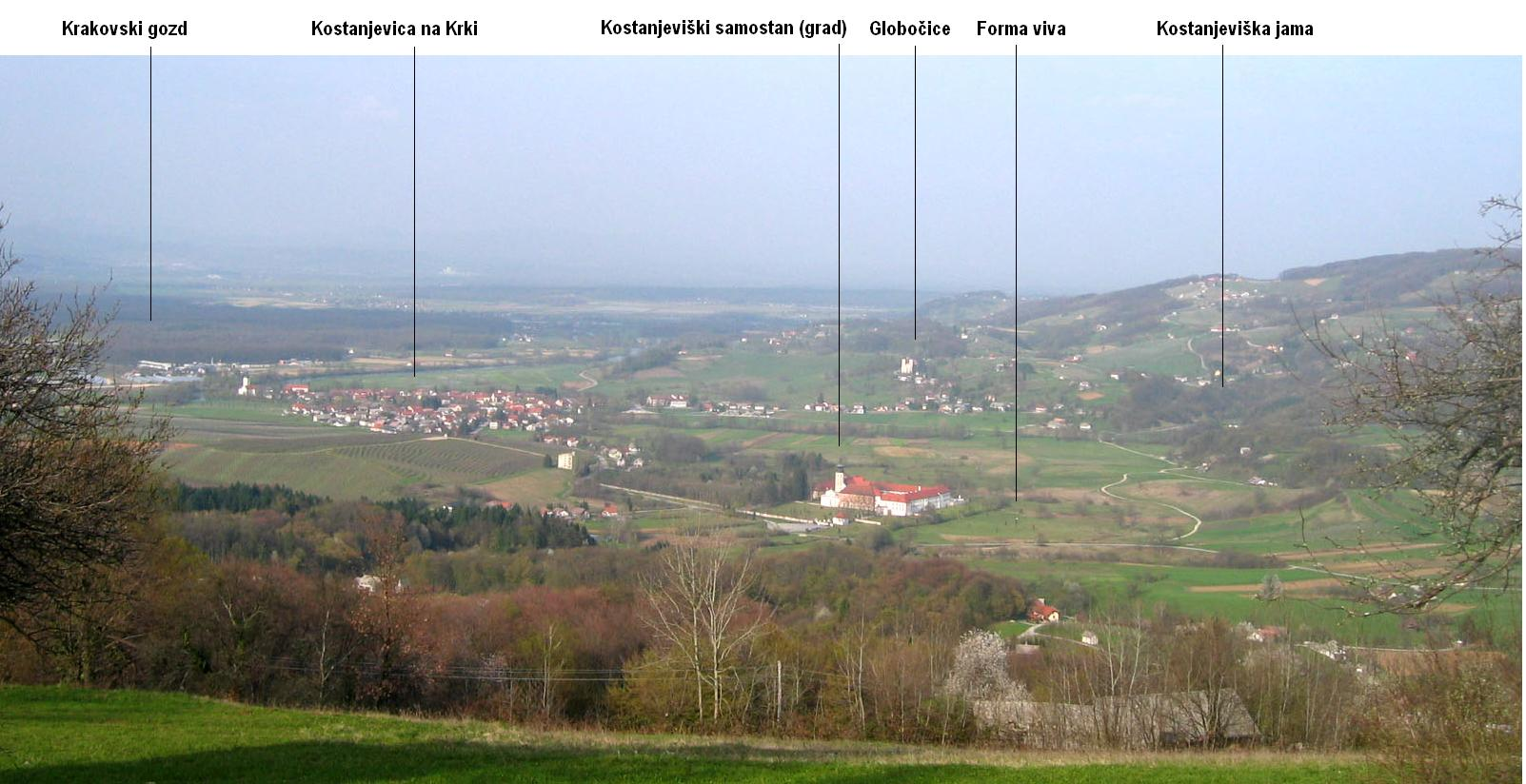
Panorama von Kostanjevica na Krki

Die Gemeinde Kostanjevica na Krki ist eine aus 28 Ortschaften bestehende Gemeinde in Südost-Slowenien. Sie liegt in der Region Posavje am Fuß des Gorjanci-Gebirges und gehört zur statistischen Region Posavska. Hauptort ist die Kleinstadt Kostanjevica na Krki.

## Sehenswürdigkeiten
- Kloster Kostanjevica (Fons Beatae Mariae, Mariabrunn), seit 1974 Sitz der Galerija Božidar Jakac, eines der größten Kunstmuseen Sloweniens.[3]
- Kostanjevica-Höhle

## Ortsteile der Gesamtgemeinde
(In Klammern: Die bis 1918 gebräuchlichen, deutschsprachigen Ortsbezeichnungen)
- Avguštine, (dt. Augustinenberg)
- Dobe, (dt. Dobach)
- Dobrava pri Kostanjevici, (dt. Gutenhof)
- Dolnja Prekopa, (dt. Unterprekopa)
- Dolšce, (dt. Dollschitz)
- Črešnjevec pri Oštrcu, (dt. Kerschdorf bei Osterberg)
- Črneča vas, (dt. Scherendorf)
- Globočice pri Kostanjevici, (dt. Globotschitz)
- Gornja Prekopa, (dt. Oberprekopa)
- Grič, (dt. Gritsch)
- Ivanjše, (dt. Eibenschach)
- Jablance, (dt. Jablanitz)
- Karlče, (dt. Karlsdorf)
- Kočarija, (dt. Kotscharia)
- Koprivnik, (dt. Kopriunik in der Unterkrain )
- Kostanjevica na Krki, (dt. Landstraß an der Gurk)
- Male Vodenice, (dt. Kleinwodenitz)
- Malence, (dt. Mallenz)
- Orehovec, (dt. Nußdorf bei Gurkfeld)
- Oštrc, (dt. Osterberg in der Unterkrain)
- Podstrm, (dt. Podsterm)
- Ržišče, (dt. Arschische bei Gurkfeld)
- Sajevce, (dt. Sajowitz bei Landstrass)
- Slinovce, (dt. Slinowitz )
- Velike Vodenice, (dt. Großwodenitz)
- Vrbje, (dt. Nikolaiberg, auch Unteregg)
- Vrtača, (dt. Heiligenkreuz)
- Zaboršt (dt. Forst in der Krain)

## Nachbargemeinden
| Krško      | Krško                                       | Krško |
| Šentjernej | Kompassrose, die auf Nachbargemeinden zeigt | Krško |
| Šentjernej | Kroatien                                    |       |

## Geschichte
Auf dem Gemeindegebiet existieren zwei Massengräbern aus der Zeit des Zweiten Weltkriegs.